# Gran Terraza Oblatos
El centro comercial Gran Terraza Oblatos, es un centro comercial del tipo fashion mall ubicado al oriente de la Zona Metropolitana de Guadalajara, construido por Gigante Grupo Inmobiliario. Su inauguración fue el 29 de noviembre de 2012. La Plaza comercial cuenta con varias tiendas anclas, 81 tiendas de prestigio, zona de comida rápida, restaurantes y una terraza.

## Ubicación
El centro comercial está ubicado al oriente de la Zona Metropolitana de Guadalajara, cuya ubicación es en la zona de Oblatos en la Avenida Circunvalación Oblatos y Avenida Artesanos.

## Tiendas
El centro comercial cuenta con tiendas de prestigio enfocados principalmente a la moda, al esparcimiento, al uso común, al uso personal, así como restaurantes, zona de fast food, boutiques y salas de cine.
Algunas de sus tiendas son: